# 勇往直前 (AKB48單曲)
《勇往直前》（日语：／ Maeshika Mukanē）是日本女子偶像組合AKB48的第35張單曲作品。於2014年2月26日由國王唱片發行的這張單曲，是AKB48慣例會在日本的畢業季（每年4月）之前發行的畢業單曲之一。

## 简介
单曲的销售標語是“拋開回忆向前走！”（思い出は捨てて行け!）
延續AKB48集團的慣例，本單曲也是採一單曲多版本方式發行，共推出Type-A、-B、-C和劇場版四個不同的版本，而Type-A，-B与-C还分为内附有全国握手券的初回限定版与内附有生写真的通常版销售。除此之外，除了剧场盘之外的6个版本还另行內附分别于3月23日在幕張展覽館（幕張メッセ）、5月5日在Intex大阪舉辦的“大岛优子感谢祭”参加券。
主打歌《勇往直前》是在2014年1月24日于TOKYO DOME CITY举办的“AKB48 重温时间 最佳曲目200 2014”演唱会上首次披露，而单曲在电视上的首次演出是在2014年2月3日富士电视台播映的《SMAP×SMAP》中与SMAP的5名成員合作演出。至于首次单独演出，则是2014年2月7日在朝日电视台的直播音樂節目《MUSIC STATION》上初次表演。另外，在AKB48集團於2月26日在東京台場的Zepp Tokyo DiverCity表演場所舉辦的「大組閣祭」活動中，也曾出現過一個由48集團音樂總監田中博信領軍、五名與音樂或影像作品相關的幕後工作人員所組成的臨時團體「斷氣合唱團」（ザ・息切れ），在活動正式開始前登台表演改編版的《勇往直前》，作為暖場。
《勇往直前》一作除了是大岛优子参加的最后一首单曲作品外，也是製作人秋元康第一次單獨指定大島擔任center位置的作品。在過去秋元曾多次指定大島與其他成員以雙center或甚至四center的方式擔任單曲主打歌的領軍位置，而大島單獨擔任center的《無限重播》（ヘビーローテーション）與《格子花紋》（ギンガムチェック）二作，則實際上是透過歌迷票選而非製作人指定站位的單曲。
除了與單曲同名的主打歌之外，本作各版本中的搭配B面曲之參與成員名單也作了以往不曾見過的嘗試。配合此單曲的B面曲目成立了四個以動物命名的臨時小分隊，分別是「Smiling Lions」（微笑獅）、「Beauty Giraffes」（美麗長頸鹿）、「Baby Elephants」（寶貝象）與「Talking Chimpanzees」（多話的黑猩猩），參與各分隊的成員特色也與分隊的名稱呼應。其中，Smiling Lions分隊的名單幾乎包含了集團各分隊所有常被視為是王牌的成員中、未入選選拔組的主力人選，Beauty Giraffes的名單中大都是各姊妹團體中走成熟美艷路線的成員，相反的Baby Elephants則是由各姊妹團體較為可愛形象或年輕的成員組成。至於Talking Chimpanzees，則網羅了集團中大多數擅長對話、以綜藝能力見長的成員。
与以往的单曲不同，这次的单曲封面采用的不是印刷字体，而是由书法家武田双雲书写。

## 版本與收錄內容
如果不計初回限量版與通常版的差異，《勇往直前》一共有Type-A、Type-B、Type-C與劇場版共四個版本，其中前三者除了音樂CD外，尚附有一張DVD，而劇場版則不附對應的影片DVD。四個版本共同收錄的除了主打A面曲之外，也同時收錄了由Smiling Lions分隊所演唱的《比起昨天更喜歡你》一曲，因此可視為是本單曲的第一B面曲。另外，所有版本的第三音軌中個別收錄了一首與其他版本不同的B面曲。
配合CD中所收錄的歌曲，除了劇場版外其他三個版本所收錄的歌曲全都有對應的MV，其中《勇往直前》除了被稱為「舞蹈版」（Dance ver.）的一般短版MV外，還另外拍攝有一個片長超過17分鐘的劇情版MV。另，除了與歌曲對應的MV外，各版DVD還各自收錄了一個主題不同的特典影片。

### Type-A
除了各版本共通的收錄內容外，Type-A主要收錄了由小分隊Beauty Giraffes演唱的《早看穿你的謊言》。此版本的封面是由選拔組中的大島優子、川荣李奈、島崎遥香、高橋南、松井珠理奈、峯岸南、橫山由依與渡邊美優紀共八名成員拍攝，其中版面中央位置的是大島優子。至於此張單曲的封套內裡，四個版本全都是由NMB48的山本彩單獨拍攝。
收錄內容：
CD
1. 《勇往直前》（前しか向かねえ）（曲長4分20秒）
2. 《比起昨天更喜歡你》（昨日よりもっと好き）（曲長4分9秒） - Smiling Lions
3. 《早看穿你的謊言》（君の嘘を知っていた）（曲長3分58秒） - Beauty Giraffes
4. 《勇往直前》（off vocal ver.）
5. 《比昨天更喜欢》（off vocal ver.）
6. 《知道了你的谎言》（off vocal ver.）

DVD
1. 《勇往直前》MV
2. 《勇往直前》舞蹈版MV
3. 《比起昨天更喜歡你》MV
4. 《知道了你的谎言》MV
5. 特典影片：《中麻里頻道》（ナカマリちゃんねる） 
  - 中村麻里子是AKB48中以擅長物真似[註 2]而知名的成員之一。此影片是由一系列中村的模仿表演所串成，模仿的對象包括多位AKB48的成員、時下的各界名人，與一些不同職業領域的人物等。

特典
- 全國握手會活動參加券1张（僅初回限定版附贈）
- 生寫真1张（僅有通常版附贈）

### Type-B
除了各版本共通的收錄內容外，Type-B主要收錄了由小分隊Baby Elephants演唱的《秘密日記》。此版本的封面是由選拔組中的柏木由紀、小嶋陽菜、小嶋真子、指原莉乃、須田亚香里、松井玲奈、山本彩與渡邊麻友共八名成員拍攝，其中版面中央位置的是渡邊麻友。封套內裡仍然是山本彩的獨照。
收錄內容：
CD
1. 《勇往直前》
2. 《比起昨天更喜歡你》
3. 《秘密日记》（秘密のダイアリー）（曲長4分39秒） - Baby Elephants
4. 《勇往直前》（off vocal ver.）
5. 《比起昨天更喜歡你》（off vocal ver.）
6. 《秘密日记》（off vocal ver.）

DVD
1. 《勇往直前》MV
2. 《勇往直前》舞蹈版MV
3. 《比昨天更喜欢》MV
4. 《秘密日记》MV
5. 特典影片：《平田梨奈的伦敦报道》（平田梨奈のロンドンレポート）
  - 在美國長大、以英語為母語的平田獲得製作團隊的推薦，接下擔任NHK音樂節目《Music Japan》特派員獨自前往英國倫敦採訪五人男子偶像團體1世代（One Direction）的任務[註 3]。此影片紀錄了平田從臨時接到任務的委託、出發前的準備、到實際抵達倫敦後的見聞與訪問1世代前後的花絮，並由平田本人擔任旁白。

特典
- 全國握手會活動參加券1张（僅初回限定版附贈）
- 生寫真1张（僅有通常版附贈）

### Type-C
除了各版本共通的收錄內容外，Type-C主要收錄了由小分隊Talking Chimpanzees演唱的《KONJO》。此版本的封面是大島優子個人獨照，封套內裡則是山本彩的獨照。
收錄內容：
CD
1. 《勇往直前》
2. 《比起昨天更喜歡你》
3. 《KONJO》（曲長4分9秒） - Talking Chimpanzees
4. 《勇往直前》（off vocal ver.）
5. 《比起昨天更喜歡你》（off vocal ver.）
6. 《KONJO》（off vocal ver.）

DVD
1. 《勇往直前》MV
2. 《勇往直前》舞蹈版MV
3. 《比起昨天更喜歡你》MV
4. 《KONJO》MV
5. 特典影片：《小瓢虫Chu!in夏威夷》（てんとうむChu! in ハワイ）
  - 小瓢蟲Chu!成員中的田岛芽瑠与朝长美樱兩人，因正好遇上HKT48的九州巡迴演唱會行程衝突，只参加了部分影像的拍摄[11]。

特典
- 全國握手會活動參加券1张（僅初回限定版附贈）
- 生寫真1张（僅有通常版附贈）

### 劇場版
除了各版本共通的收錄內容外，劇場版主要收錄了所有未能入選單曲選拔與四個動物分隊的成員共同演唱之《戀愛什麼的》。此版本的封面是選拔組全員16人的合照，其中位在畫面正中央的是大島優子，至於封套內裡則同樣是山本彩的獨照。
收錄內容：
CD
1. 《勇往直前》
2. 《比起昨天更喜歡你》
3. 《恋爱什么的》（恋とか…）
4. 《勇往直前》（off vocal ver.）
5. 《比起昨天更喜歡你》 off vocal ver.）
6. 《恋爱什么的》（off vocal ver.）

特典
- 生寫真1张
- 剧场版发售纪念大握手会参加券1张

## 歌曲與參與成員
以下各首歌曲的參與演唱成員分組皆是以單曲唱片發行時的時點為準。在單曲錄製的階段仍在籍的所有AKB48成員中，包括研究生在內，除了已經在1月中旬舉辦畢業公演的佐藤亚美菜，与因為前往英國倫敦的採訪行程和歌曲錄製日程撞期而取消的平田梨奈兩人外，其他成员都個別參與了一首歌曲的录制。

### 勇往直前
主打A面曲《勇往直前》（前しか向かねえ）是一首由製作人秋元康作詞、古城康行作曲、板垣祐介編曲，採搖滾樂風的作品。除了是已經宣布即將在唱片發行後自AKB48畢業的大島優子之畢業歌曲外，也被選作多個與AKB48有關的跨業合作企畫之電視廣告歌曲，包括求職網站DIP旗下專門針對打工求職的媒合而設置的子站「baitoru.com」（バイトルドットコム）和AKB48的
“BAITORU×AKB48”（バイトル×AKB48）企畫，與軟體公司GREE所出品、以AKB48成員為主角的手機遊戲 《AKB48舞台戰士》等。
此曲的center位置成員為大島優子，並由渡邊麻友與松井珠理奈站其兩旁擔任前排成員。單曲選拔組的詳細名單如下：
- Team A：川荣李奈、高桥南（高橋みなみ）、橫山由依、渡邊麻友
- Team K：大岛优子
- Team B：柏木由纪、小嶋阳菜、岛崎遥香
- Team 4：小嶋真子、峯岸南（峯岸みなみ）
- SKE48 Team S：松井珠理奈（兼任AKB48 Team K成员）
- SKE48 Team KII：须田亞香里
- SKE48 Team E：松井玲奈
- NMB48 Team N：山本彩、渡邊美優紀（兼任AKB48 Team B成员）
- HKT48 Team H：指原莉乃

在所有入選本次單曲選拔的成員中，只有小嶋真子一人是首度入選，而對照上张单曲《真心电流》（ハート・エレキ）的选拔成员名单，未能連續入圍的是入山杏奈与多田爱佳兩人。至於SKE48的须田亚香里上一次參與單曲選拔則是2013年8月21日發行的第32張單曲《戀愛的幸運餅乾》（恋するフォーチュンクッキー）。
如同前述，除了由16名選拔成員共同參與拍攝、被命名為「舞蹈版」的標準版MV外，此次單曲還另外拍攝有一支片長約17分鐘的長版MV。由日活製作、熊澤尚人導演的這個MV是由主角大島優子與渡邊麻友、松井珠理奈、高橋南、小嶋陽菜、指原莉乃、橫山由依、島崎遙香共8名成員參與演出，收錄於Type-A、-B、-C三本所附贈的DVD中。

### 比起昨天更喜歡你
與主打A面曲同樣、所有版本都有收錄的主要B面曲《比起昨天更喜歡你》（昨日よりもっと好き）是由秋元康作詞、若田部誠作曲與編曲。演唱此曲的小分隊「Smiling Lions」（微笑獅）全由AKB48受注目的次世代成員或姊妹團體的單曲選拔組成員組成，其中負責center站位的AKB48研究生大和田南那是繼上一張单曲中的《Party is over》一曲後，連續第二次被指定擔任B面曲的center，而站其兩旁的前排成員則分別是AKB48的入山杏奈與SKE48的木崎由里亞。
自AKB48創立之後的第一張單曲、2006年2月發行的《櫻花花瓣》（桜の花びらたち）起，為了配合畢業季的來臨每年2月所發行的單曲全都是以櫻花為名，或至少會以校園與櫻花作為背景題材的應景作品，而常被暱稱為「櫻花單曲」。但本次的主打歌曲《勇往直前》雖然也是畢業季應景曲但卻一反慣例既不是以校園作為背景，也沒有出現和櫻花有關的情節，取而代之的，反而是主要B面曲《比起昨天更喜歡你》繼承此櫻花歌曲的傳統，以校園與落櫻作為MV的故事素材。
Smiling Lions的詳細成員表列如下：
- Team A：入山杏奈
- Team B：加藤玲奈
- Team 4：冈田奈奈、西野未姫
- 研究生：大和田南那
- SKE48 Team S：木崎由里亞（木﨑ゆりあ）
- SKE48 Team E：木本花音
- SKE48 研究生：北川绫巴
- NMB48 Team N：白间美瑠
- NMB48 Team M：矢仓枫子（兼任AKB48 Team A成员）
- NMB48 Team BII：薮下柊
- NMB48 研究生：澀谷凪咲
- HKT48 Team H : 宫脇咲良、儿玉遥（兼任AKB48 Team A成员）
- HKT48 研究生 : 田岛芽瑠、朝长美樱

如果排除全員合唱的大合唱曲不計，只有NMB48的白間美瑠是首次参加AKB48单曲或B面曲的录制。

### 早看穿你的謊言
只有Type-A才有收錄的B面曲《早看穿你的謊言》（君の嘘を知っていた）是由秋元康作詞、佐佐木裕（佐々木裕）作曲、編曲，而演唱此曲的則是小分隊「Beauty Giraffes」（美麗的長頸鹿）。由於在此曲的MV中並沒有舞蹈陣形演出，原本並沒有站位的分別，但依照各成員在MV中的演出比重還是將主角永尾瑪利亞視為此曲的center，而主要的配角則是古畑奈和、北原里英與高城亞樹三人，這也是永尾瑪利亞首度擔任B面曲center的紀錄。
Beauty Giraffes的詳細成員表列如下：
- Team A：菊地彩香（菊地あやか）、佐藤堇（佐藤すみれ）
- Team K：阿部瑪莉亞（阿部マリア）、北原里英、仓持明日香、铃木紫帆里、永尾瑪利亞（永尾まりや）、藤田奈那、前田亞美、武藤十梦
- Team B：藤江麗奈（藤江れいな）
- Team 4：前田美月、茂木忍
- SKE48 Team E：古畑奈和（兼任AKB48 Team K成员）
- NMB48 Team N：上西惠、吉田朱里
- HKT48 Team H：松冈菜摘、森保圓（森保まどか）
- JKT48 Team J：高城亚树（兼任AKB48 Team B成员）、野泽玲奈（兼任AKB48 Team K成员）

### 秘密日記
只有Type-B才有收錄的B面曲《秘密日記》（秘密のダイアリー）是由秋元康作詞，佐佐木裕作曲與編曲。演唱此曲的小分隊「Baby Elephants」（寶貝象）是由首次擔任center位置的AKB48 Team A成員高橋朱里領隊，而站其兩旁的前排成員則是同為Team A隊友的大島涼花與田野優花。
Baby Elephants的詳細成員列表如下：
- Team A：大岛凉花、小林茉里奈、佐佐木优佳里、高桥朱里、田野优花
- Team B：市川美织（兼任NMB48 Team N成员）、大森美优、竹内美宥
- Team 4：相笠萌、篠崎彩奈、村山彩希
- 研究生：向井地美音
- SKE48 Taem KII：山田瑞穗（山田みずほ）
- SKE48 Team E：东李苑
- NMB48 Team N：近藤里奈
- NMB48 Team BII：太田梦莉
- HKT48 Team H：穴井千寻、多田爱佳、本村碧唯
- HKT48 研究生：秋吉优花、矢吹奈子

Baby Elephants包含了多位首度參與AKB48單曲或B面曲演唱的成員。如果不計全員大合唱曲，包括SKE48的東李苑、NMB48的近藤里奈与太田夢莉、以及HKT48的穴井千尋与本村碧唯，都是首次參與的新面孔。

### KONJO
只有Type-C才有收錄的B面曲《KONJO》（根性，在日文中表「毅力」之意）是由秋元康作詞、粟津彰作曲、野中「Masa」雄一編曲。由小分隊「Talking Chimpanzees」（多話的黑猩猩）演唱的這首歌曲，其MV是以高中女子排球隊的奮鬥作為題材，由AKB48的中村麻里子擔任center，這也是她首次在AKB48作品中獲得center站位。至於站在中村兩旁的，則分別是NMB48的山田菜菜與SKE48的高柳明音。
Talking Chimpanzees的詳細成員表列如下：
- Team A：岩田華怜
- Team K：岛田晴香
- Team B：岩佐美咲、梅田彩佳、大场美奈（兼任SKE48 Team KII成员）、大家志津香、中村麻里子、山内铃兰
- Team 4：岩立沙穂、髙岛佑利奈
- SKE48 Team KII：柴田阿弥、高柳明音、古川爱李
- SKE48 研究生：松村香织
- NMB48 Team N：小笠原茉由、小谷里歩
- NMB48 Team M：山田菜菜
- HKT48 Team H：中西智代梨、村重杏奈
- HKT48 研究生：冈田栞奈、谷真理佳

如果排除全員合唱的大合唱曲不計，在名單中除了HKT48的中西智代梨之外，其他成員都有參與過AKB48單曲或B面曲的經驗。

### 恋爱什么的
只有劇場版才有收錄的B面曲《戀愛什麼的》（恋とか…）是由AKB48沒有參與主打單曲與其他B面曲分組的成員所共同演唱，由於劇場版並沒有附贈DVD因此此曲並無搭配的MV與站位的安排。參與此曲的演唱成員包括了：
- Team A：伊豆田莉奈、松井咲子、森川彩香
- Team K：内田眞由美、小林香菜、近野莉菜、中田千智（中田ちさと）、宫崎美穂
- Team B：石田晴香、片山阳加、小嶋菜月、田名部生来、名取稚菜、野中美郷
- Team 4：内山奈月、梅田绫乃、冈田彩花、北泽早纪、橋本耀
- 研究生：市川爱美、大川莉央、込山榛香、佐藤妃星、达家真姫宝、土保瑞希、福冈圣菜、汤本亞美
- SNH48 Team SII：铃木瑪莉亞（鈴木まりや、兼任AKB48 Team A成员）

## 外部連結
- King Records官方網站相關唱片版本頁面（日語）
  - Type A 初回限定盤 （页面存档备份，存于）
  - Type A 通常盤 （页面存档备份，存于）
  - Type B 初回限定盤 （页面存档备份，存于）
  - Type B 通常盤 （页面存档备份，存于）
  - Type C 初回限定盤 （页面存档备份，存于）
  - Type C 通常盤 （页面存档备份，存于）
  - 劇場盤 （页面存档备份，存于）
- 官方頻道影片
  - YouTube上的《勇往直前》舞蹈片段版
  - YouTube上的《勇往直前》「斷氣合唱團」版
  - YouTube上的《比起昨天更喜歡你》剪輯版
- 單曲宣傳街宣車
  - YouTube上的在澀谷行走的《勇往直前》街宣車